# Колонна зала імені Миколи Лисенка
|                                                                          |  |  |
| Ювілейна монета НБУ присвячена 150-річчю Національної філармонії України |  |  |

Колонна зала імені М. В. Лисенка — концертна зала Національної філармонії України, розміщена у центрі Києва, на Європейській площі.

## Історія
Збудована в 1882 році як Будинок купецьких зборів за проєктом архітектора Володимира Ніколаєва. Тут відбувалися бали-маскаради, сімейні свята, благодійні лотереї, літературні та музичні вечори. 1903 року тут святкували ювілей Миколи Лисенка, а 6 (19) — 8 (21) квітня 1917 року в залі купецького зібрання проходив Всеукраїнський національний конгрес.
Після захоплення влади комуністами, з 1919 року тут розташовувався Пролетарський будинок мистецтв, потім — Будинок комуністичної освіти, з 21 серпня 1934 — Всеукраїнський радіокомітет, а з 8 жовтня 1934 — Палац піонерів. У період німецької окупації у 1942—1943 рр. — Німецький дім (Deutsche Haus).
«2 березня (1923 року) концертом, що відбувся під орудою Л.Штейнберга, успішно розпочала свою діяльність Держфілармонія», — так пише про подію, що відбулася у колишньому Купецькому зібранні, її очевидець — музичний критик М. Шипович.
З 1927 року Державна філармонія працювала у столиці України Харкові, а в 1934 — повернулася до Києва, який знову став столицею. Свого постійного приміщення у цього творчого колективу не було. Концерти і музично-лекторська робота відбувалися у різних залах і робочих клубах. У 1937 році при Держфілармонії під керуванням Натана Григоровича Рахліна став працювати Державний симфонічний оркестр.
На початку війни у 1941 році діяльність Київської державної філармонії було припинено, а безцінні архіви спалили за наказом «згори». Під час окупації Києва у будинку колишнього Купецького зібрання розташувався німецький офіцерський клуб Deutsches Haus. Цей будинок, один із небагатьох, уцілів поблизу зруйнованого Хрещатика. За генеральним планом повоєнної відбудови Хрещатика і після ретельного обстеження будинку колишнього Купецького зібрання ця історична споруда призначалася під знесення, оскільки була в аварійному стані. Але будинок не стали руйнувати. Адже кращого приміщення з чудовою акустикою для філармонії годі було шукати у напівзруйнованому місті. Київська філармонія розпочала тут свою роботу вже у 1944 році.
У 1962 році на відзнаку 120-ї річниці від дня народження і 50-ї річниці від дня смерті Миколи Лисенка Колонній залі Київської Державної філармонії було присвоєно його ім'я.
1982 року, з нагоди 100-ї річниці з дня побудови Купецького зібрання цьому будинку надано статус пам'ятки архітектури.

## Відзнаки
Враховуючи багатогранну творчу діяльність колективу, значний внесок у розвиток українського музичного мистецтва Київській державній філармонії у жовтні 1994 року Указом Президента України було надано статус Національної філармонії України.
У 2000 Національна філармонія України отримала Культурний грант від Уряду Японії. Ця акція започаткувала традицію надання грантів від Уряду Японії українським культурним організаціям. Завдяки цьому проєкту Філармонія придбала концертний рояль для сцени Колонного залу імені М. В. Лисенка і музичні інструменти для Симфонічного оркестру Національної філармонії України, а саме арфу, челесту, духові та ударні інструменти. Культурний Грант Японського Уряду позитивно вплинув на творче зростання симфонічного оркестру і надав новий творчий імпульс для створення цікавих концертних програм і творчих планів. Ця допомога від Уряду Японії має величезне значення не тільки для підтримки української культури, а й для консолідації дружніх відносин між державами Україна і Японія.

## Основні заходи

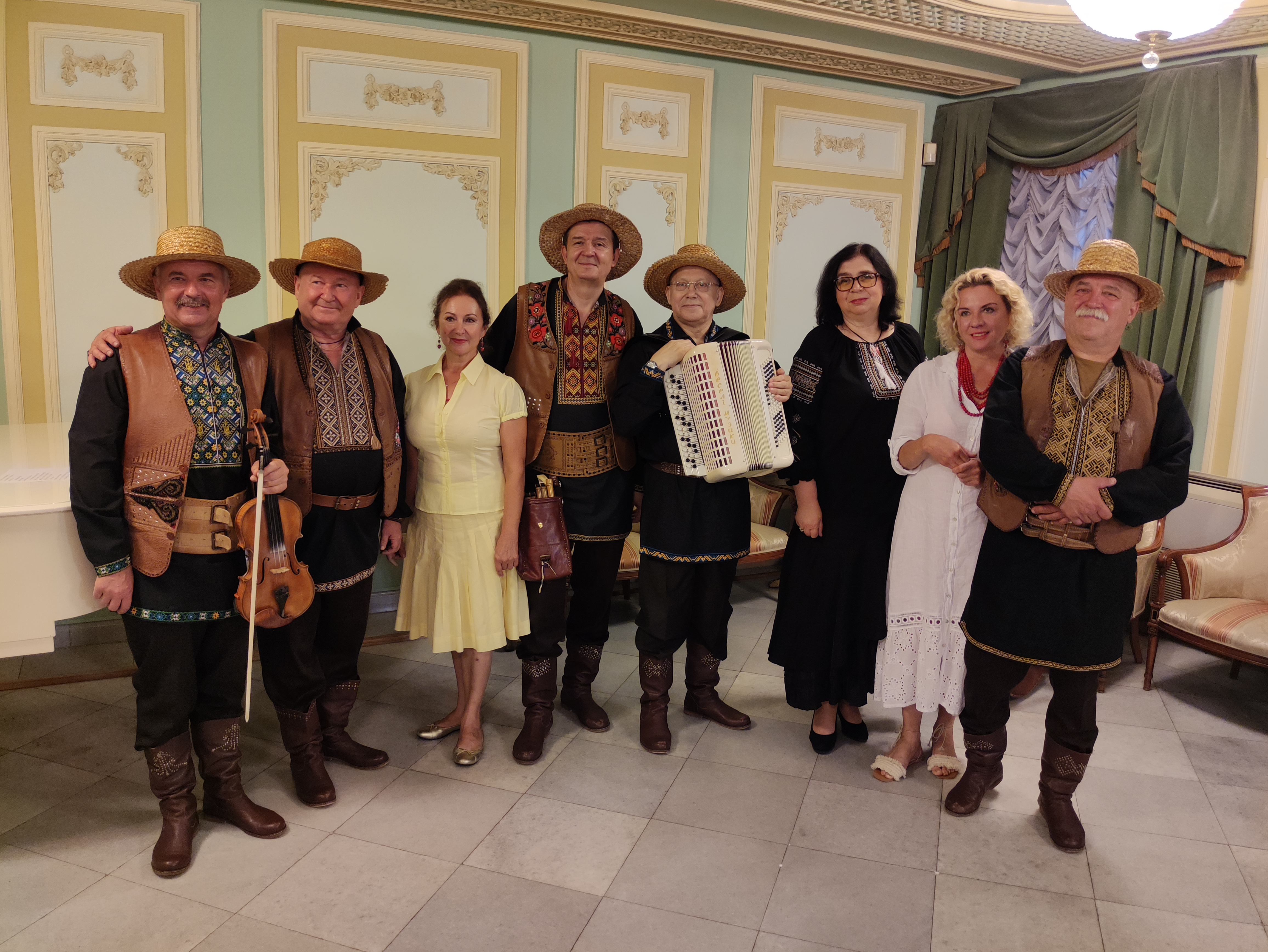
Учасники концерту «Музичне намисто України» в Музичному салоні Колонної зали імені Миколи Лисенка, червень 2022. Зліва направо: Валерій Голуб, Юрій Різоль, Людмила Ткач, Павло Бугар, Сергій Хитряков, Оксана Колодуб, Тетяна Школьна, Олександр Чух

Міжнародний фестиваль гітарної музики, вперше проведений у 2004 році (автор проєкту Андрій Остапенко), і започаткований із 2007 року в його рамках Міжнародний конкурс гітаристів (проходить раз на два роки) сьогодні мають значний вплив на розвиток гітарного виконавства в Україні. Міжнародний музичний фестиваль «Київська весна», започаткований у 145-му сезоні (2008—2009), кожного сезону представляє українське музичне мистецтво в колі мистецтв різних європейських країн.
Національна філармонія України сьогодні — епіцентр музичного життя України. Це — головний майданчик престижних міжнародних конкурсних змагань: молодих піаністів пам'яті Володимира Горовиця, Міжнародного конкурсу вокалістів імені Бориса Гмирі, диригентів імені Стефана Турчака, музичного конкурсу імені Миколи Лисенка.

## Творча співпраця
Творче життя філармонії активно інтегровано у світовий музичний простір завдяки інтенсивній плідній співпраці з посольствами іноземних держав та їхніми культурними представництвами. Це — посольства Австрії, Аргентини, Бельгії, Бразилії, Греції, Грузії, Естонії, Ізраїля, Іспанії, Італії, Куби, Литви, Мексики, Німеччини, Нідерландів, Норвегії, Польщі, Росії, Словенії, США, Туреччини, Угорщини, Фінляндії, Франції, Хорватії, Швеції, Швейцарії, Японії, а також Італійський інститут культури в Україні, Французький культурний центр, Австрійський культурний форум, Гете-інститут в Україні, Польський інститут у Києві.

## Персоналії
У різні роки в цій залі виступали Ірина Архипова, Леонард Бернстайн, Еміль Гілельс, Олександр Глазунов, Курт Зандерлінг, Ван Кліберн, Коган Леонід Борисович, Іван Козловський, Кирило Кондрашин, Микола Лисенко, Ліст Ференц, С.Лємєшев, К.Мазур, Густав Нейгауз, Давид Ойстрах, Ю.Орманді, Святослав Ріхтер, Сергій Рахманінов, Поль Робсон, Генадій Рождєственський, Мстислав Ростропович, Антон Рубінштейн, Т.Руффо, Олександр Скрябін, Леонід Собінов, В.Ферреро, Арам Хачатурян, К.Цеккі, Петро Чайковський, Федір Шаляпін, Дмитро Шостакович.